# Loïc Baal
Loïc Baal né le 28 janvier 1992 à Rouen est un footballeur français. Il évolue au poste de milieu défensif avec la sélection guyanaise et l'US Mondorf.
Son frère aîné Ludovic est également footballeur.

## Biographie
Loïc Baal est formé à l'AS Nancy-Lorraine. Après deux saisons où il est un des piliers de l'équipe réserve, il ne parvient finalement pas à obtenir un contrat professionnel. Il rejoint alors Le Mans FC pour se relancer, et dispute son premier match professionnel en Ligue 2 contre le CS Sedan Ardennes le 8 mars 2013.
Le 15 novembre 2014, Baal signe avec l'ASM Belfort pour évoluer en CFA.